# Siegfried Uhlenbrock

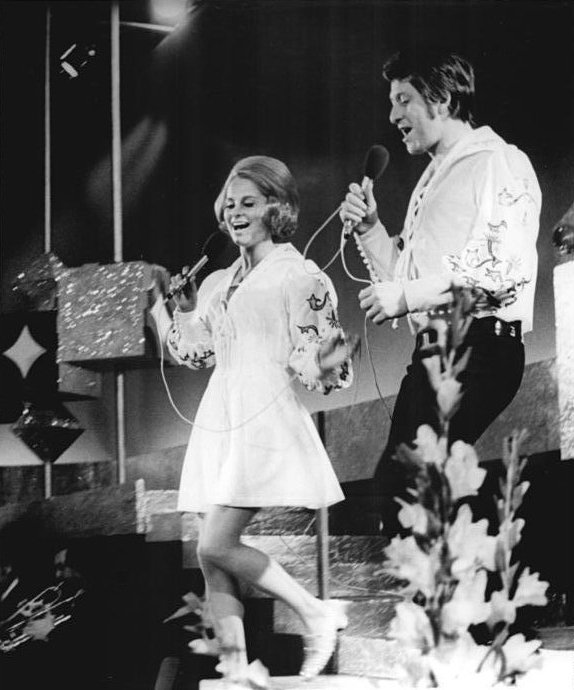
Dagmar Frederic und Siegfried Uhlenbrock beim 5. Schlagerwettbewerb der DDR 1970

Siegfried Uhlenbrock (* 16. Januar 1939 in Wismar; † 8. September 2013 in Zeuthen) war ein deutscher Sänger und Komponist.

## Leben
Siegfried Uhlenbrock wuchs in Mecklenburg auf, ehe die Familie nach Zeuthen bei Berlin übersiedelte. An der Musikfachschule Berlin absolvierte er zunächst ein Studium für Klavier und Bratsche, das er an der Hochschule für Musik „Hanns Eisler“ Berlin fortsetzte. Das Erich-Weinert-Ensemble der NVA bildete ihn zum Komponisten und Arrangeur aus.
Danach komponierte Siegfried Uhlenbrock vorrangig Schlager für Künstlerkollegen und stand auch als Sänger auf der Bühne. 1966 legte er die Berufsausweisprüfung der DDR ab.
1967 lernte Uhlenbrock die Sängerin Dagmar Frederic kennen. Fortan bildeten beide das Gesangsduo Dagmar & Siegfried, das bis 1973 vor allem in den sozialistischen Staaten Bekanntheit erlangte. 1968 wurde Du hast gelacht zu dem wohl bekanntesten Hit der beiden. Uhlenbrock komponierte und textete ihn. Gabriele Seyfert lief 1969 ihre Kür zum Gewinn der WM-Goldmedaille im Eiskunstlauf zu diesem Titel. 2005 wurde der Titel im Rahmen der Goldene-Henne-Gala zur Nummer 5 der Top 20 beliebtesten Osthits gewählt.
Beim Internationalen Schlagerfestival der Ostseeländer erreichten sie den 1. Platz mit Tanz in der Sommernacht. Im selben Jahr gewannen sie auch den Schlagerwettbewerb der DDR mit Unsere Sommerreise. Auch in zahlreichen Fernsehshows, unter anderem Ein Kessel Buntes, traten Frederic und Uhlenbrock auf, Tourneen führten sie in die damalige Sowjetunion und nach Südamerika. Als Dagmar Frederic eine Karriere als Solistin und Fernsehmoderatorin begann, löste sich das Duo 1973 auf.
Anschließend war Uhlenbrock hauptsächlich Komponist, gründete eine Band in Leipzig und arbeitete für das Kinderfernsehen der DDR (Liederspielplatz, Unser Sandmännchen). An die Erfolge im Duett konnte er nicht mehr anknüpfen. 1984 bis 2005 gestaltete er Kindermusicals in Hoyerswerda. Als Ehrung durfte er sich in das Goldene Buch der Stadt eintragen. Er war verheiratet, hatte eine Tochter sowie einen Sohn, den Sänger und Schauspieler Tim Morten Uhlenbrock, und lebte bis zu seinem Tod in Zeuthen.

## Diskografie
- 1968: Du hast gelacht (Amiga)
- 1969: Tanz in der Sommernacht (Amiga)
- 1983: Liederspielplatz  (Litera)
- 1989:  Liederbummel mit Siegfried (Amiga)
- 2008: Dagmar Frederic & Siegfried Uhlenbrock – die größten Erfolge (Sony BMG)